# Sumer
Sumer (sumerisk: ki-en-ĝir 15, akkadisk: Šumeru muligvis det bibelske Shinar) var en civilisation og en historisk region i det sydlige mesopotamien nu Irak, der er kendt som civilisationens vugge. Den varede fra bosættelsen af Eridu i Ubaid-perioden (slutningen af 6. årtusinde f.Kr.) – gennem Uruk-kulturen (4. årtusinde f.Kr.), den dynastiske periode (3. årtusinde f.Kr.) – og frem til Babylons dominans i begyndelsen af 2. årtusinde f.Kr.

## Navnets oprindelse
Betegnelsen "sumerisk" er et fællesnavn givet til oldtidens beboere i det sydlige Mesopotamien af deres efterfølgere, de semitiske akkadier. Sumererne kaldte sig selv sag-giga, som ordret betyder "det sort-hovedede folk".  Det akkadiske ord Shumer er måske det samme ord i en dialekt, men det er uvist hvorfor akkadierne kaldte det sydlige landområde Shumeru.  Egyptisk Sngr og hittitisk Šanhar(a) kan være vestlige varianter af Šumer. Ifølge den babylonske historiker Berossus var sumererne de "sort-ansigtede udlændinge". 

## De sumeriske nyvindinger
Selv om andre byer kendes før Sumer (Jeriko, Çatalhöyük og andre enten sæsonbetingede beskyttelser eller helårlige handelspladser), var de sumeriske byer de første, som dyrkede intensivt landbrug fra ca. 5300 f.Kr. Overskuddet af fødevarer fra landbrugsøkonomien tillod befolkningen at bosætte sig på ét sted, i stedet for konstant at migrere efter fødevarer og græsningsjorder. Det muliggjorde en langt højere befolkningstæthed, som igen krævede omfattende arbejdskraft og arbejdsdeling.
Samfundets organisering medførte behov for arkivering af oplysninger og førte til udviklingen at et egentligt skriftsprog ca. 3500 f.Kr. Sumerernes kileskriftsystem er det ældste, som er fundet. Flere århundreder efter opfindelsen af kileskriften blev brugen af anden skrift end dokumenter ang. gæld, betaling og inventarlister. Fra for formodentlig første gang omkring 2600 f.Kr. blev skrift benyttet til beskeder og breve, og til at nedskrive historie, legender, matematik, astronomiske iagttagelser og andre beskæftigelser. Sammen med brugen af skriftsystem opstod de første formelle skoler, som normalt blev etableret under beskyttelse af bystatens tempel. 
Det er bevis på brug af køretøjer med hjul fra midten af 3000-tallet f.Kr., hvilket synes at være sket på samme tid i Mesopotamien, i det nordlige Kaukasus (Maykopkulturen) og Centraleuropa. Hjulene havde i begyndelsen samme form som en keramikers drejehjul. Det nye koncept førte hurtigt til vogne med hjul og møller og kværne med hjul.
Sumererne var blandt de første astronomer, og de udarbejdede et stjernekort, hvorpå stjerner blev samlet i stjernebilleder; mange er blevet bevaret i dyrekredsen og også anerkendt af oldtidens grækere. De var også opmærksomme på de fem planeter, som er synlige for det blotte øje. 
De opfandt og udviklede aritmetik (regning) ved at benytte flere forskellige talsystemer, herunder en blanding af radikssystem skiftevis baseret på base 10 og base 6. Dette seksagesimalsystem blev standardtalsystemet i Sumer og Babylonien.
De synes også at have udviklet militære formationer, og introducerede den grundlæggende fordeling mellem infanteri, kavaleri og bueskytter. De udviklede de første kendte lovbestemte juridiske og administrative systemer, komplet med retssal, fængsel og officielle referater, som opbevaredes hos myndighederne. De første virkelige bystater opstod i Sumer, omtrentlig samtidig med tilsvarende enheder i det, som i dag er Syrien, Libanon og Israel.
Sumererne var også foregangsmænd i brugen af omfattende jordbrug og kunstvanding, hvilket skaffede et fødevareoverskud, som tillod andre og mere specialiserede sysler. Emmerhvede, hvede og byg var blandt de vigtigste afgrøder; mens får og kvæg for første gang blev holdt som husdyr i stor skala.

## Bystater
Mod slutningen af det 4. årtusinde f.Kr. var Sumer opdelt i et dusin uafhængige bystater, hvis grænser var kanaler og grænsesten. Hver by lå om et tempel, som var viet til en skytsgud eller gudinde. Byerne blev regeret af en præst (ensi) eller en konge (lugal), som var nært knyttet til byens religiøse kult.
| De fem første byer, som siges at have haft en sumerisk konge, opført i den sumeriske kongeliste: 1. Eridu (Tell Abu Shahrain) 2. Bad-tibira (formodentlig Tell al-Madain) 3. Larsa (Tell as-Senkereh) 4. Sippar (Tell Abu Habbah) 5. Shuruppak (Tell Fara) Andre betydelige byer: 1. Kish (Tell Uheimir & Ingharra) 2. Uruk (Warka) 3. Ur (Tell al-Muqayyar) 4. Nippur (Afak) 5. Lagash (Tell al-Hiba) 6. Ngirsu (Tello or Telloh) 7. Umma (Tell Jokha) 8. Hamazi 1 9. Adab (Tell Bismaya) 10. Mari (Tell Hariri) ² 11. Akshak 1 12. Akkad 1 13. Isin (Ishan al-Bahriyat) (1placering usikker) (²en fjerntliggende by i det nordlige Mesopotamien) | Mindre byer fra syd til nord: 1. Kuara (Tell al-Lahm) 2. Zabala (Tell Ibzeikh) 3. Kisurra (Tell Abu Hatab) 4. Marad (Tell Wannat es-Sadum) 5. Dilbat (Tell ed-Duleim) 6. Borsippa (Birs Nimrud) 7. Kutha (Tell Ibrahim) 8. Der (al-Badra) 9. Eshnunna (Tell Asmar) 10. Nagar (Tell Brak) ² (²en fjerntliggende by i det nordlige Mesopotamien) |

Bortset fra Nagar og Mari, som ligger 330 km nordvest for Agade og i den sumeriske kongeliste angives som et kongedømme i det tidlige andet dynasti, ligger disse byer alle i lavlandet mellem Eufrat og Tigris syd for Bagdad i de nuværende Bābil, Diyala, Wāsit, Dhi Qar, Al-Muthannā og Al-Qādisiyyah distrikter i Irak.

## Historie
De sumeriske bystater voksede sig stærke i det tidlige 3. dynasti, ca. år 2.300 f.Kr., hvor et skriftsprog blev udviklet, og som har muliggjort læsning af tidens tekster og inskriptioner. Det oprindelige Sumer ophører med at eksistere med fremkomsten af det Akkadiske imperium i det 23. århundrede f.Kr.
Efter den Gutiske periode er der en kort "Sumerisk renæssance" i det 21. århundrede f.Kr., som hurtigt afsluttes af invaderende Amoritter. Det amorittiske Isin-dynasti varede til ca. 1.700 f.Kr., hvor Mesopotamien blev forenet under Babylonsk herredømme.
- Ubaid-periode: 5.300 – 4.100 f.Kr. (Pottemageri Yngre stenalder til Kobberalder)
- Uruk periode: 4.100 – 2.900 f.Kr. (Sen-Kobberalder til den tidlige bronzealder)
  - Uruk XIV-V: 4.100 – 3.300 f.Kr.
  - Uruk IV periode: 3.300 – 3.000 f.Kr.
- Jemdet Nasr periode (Uruk III): 3.000 – 2.900 f.Kr.
- Tidlige Dynastiske periode (tidlige bronzealder II-IV)
  - Tidlige Dynastiske I periode: 2.900 – 2.800 f.Kr.
  - Tidlige Dynastiske II periode: 2.800 – 2.600 f.Kr. (Gilgamesh)
  - Tidlige Dynastiske IIIa periode: 2.600 – 2.500 f.Kr.
  - Tidlige Dynastiske IIIb periode: ca. 2.500 – 2.334 f.Kr.
- Akkadiske imperium periode: ca. 2.334 – 2.218 f.Kr. (Sargon)
- Gutiske periode: ca. 2.218 – 2.047 f.Kr. (tidlige bronzealder IV)
- Ur III periode: ca. 2.047 – 1.940 f.Kr.

## Befolkning
Sumererne var et ikke-semitisk folk, og på et tidligere antoges de for indvandrere, idet nogle lingvister mente, at kunne spore et sprog liggende under sumerisk. Men arkæologiske undersøgelser viser klart en kulturel kontinuitet fra den tidlige Ubaid-periode (5.300 – 4.700 f.Kr.).
Derfor er der, på trods af at der ikke foreligger skrevne kilder, stor enighed om, at sumererne var jordbrugere, som flyttede til Mesopotamien nordfra omkring 5.300 f.Kr. efter at have udviklet et landbrug baseret på kunstvanding. Ubaid-keramikken fra det sydlige Mesopotamien er blevet forbundet med keramikken fra Samarrakulturen (ca. 5.700 – 4.900 f.Kr.) længere mod nord. En kultur som også var den første til at praktisere en primitiv form for kunstvanding.
Alternativt kan sumererne have været en endogen kultur af jæger-samlere, som boede i sumplandet ved Eufrats og Tigris udmundinger, på samme måde som sumparaberne gør i dag.

## Kultur
Den sumeriske kultur kan spores til to centre: Eridu mod syd og Nippur mod nord. Disse byer er modpoler i den sumeriske religion.
Guddommen Enlil, omkring hvis helligdom byen Nippur voksede frem, blev betragtet som herskeren af spøgelseslandet, og hans gaver til menneskeheden var de bønner og besværgelser, som gode og onde ånder var tvunget til at adlyde. Hans rige var et mytologisk bjerg ved navn Ekur, og hans skabninger levede under jorden.
Byen Eridu på den anden side, var hjem for kulturguden Enki, som herskede over det underjordiske hav. Han var en helbreder og menneskehedens ven.
Kulturerne for Eridu og Nippur smeltede sammen længe før de tidligste historiske kilder. Mens Babylon synes at være en koloni under Eridu, har Eridus naboby Ur antagelig været en koloni under Nippur, idet Urs guddom, måneguden, var søn af Enlil. I sammensmeltningen af de to byers religiøse tradition synes Eridus at have domineret.
Historikeren Alan I. Marcus bemærker: "Sumererne havde et ret trist syn på livet." En sumerer skrev: "Tårer, beklagelser og depression er i mig. En ond skæbne favner mig og bærer mit liv bort. Ondartet sygdom bader mig." En anden skrev: "Hvorfor regnes jeg blandt de uvidende? Der er mad allevegne, og dog er mad min sult. Den dag lodder blev uddelt, blev min lod lidelse."
Ifølge indskrifter om kong Urukgina af Lagash (ca. 2300 f.Kr.) siges han at have afskaffet polyandri i sit kongedømme. Straffen for at ægte flere mænd skulle være stening med sten påskrevet forbrydelsen..
Selv om kvinder var beskyttet af sen-sumerisk lov og kunne opnå højere status i Sumer end i andre samtidige civilisationer, var kulturen mandsdomineret. Ur-Nammus kodeks, som stammer fra Ur-III "Sumerisk renæssance" og er den ældste kendte kodeks, giver et glimt af samfundsstrukturen i den sen-sumeriske lov. Under lu-gal ("stormand" eller konge) tilhører alle samfundets medlemmer et af to lag: "lu" som er en fri person, eller slaver (mænd: arad, kvinder geme). Sønnen af en lu blev kaldt en dumu-nita indtil han blev gift. En kvinde (munus) gik fra at være datter (dumu-mi) til at være kone (dam)), og hvis hun overlevede sin mand enke (namsu), som kunne gifte sig på ny.

### Materielt liv
I tidlig sumerisk periode (det vil sige Uruk), antyder primitive piktogrammer, at
- Keramik var i overflod, og formene på vaser, skåle, og tallerkener var mangfoldige; det var særlige krukker til honning, smør, olie og vin, som sandsynligvis er fra denne tid, og en vaseform havde en rende?? stående ud fra dens side. En del af vaserne havde udstående fødder og stod på et stativ med krydsende fødder; andre havde flade bunde og blev placerede på kvadratiske eller rektangulære rammer af træ. Oliekrukker blev forseglede med ler, lige som i oldtidens Egypten. Vaser og tallerkener af sten blev udført som efterligninger af dem i ler, og kurve var vævet af halmstrå eller formet af ler.
- En fjerklædt beklædning blev båret på hovedet. Senge, stole og skamler havde udskårne ben som lignede en okses. Der var ildsteder og ild-altere, og åbenbart også skorstene.
- Knive, bor, kiler og et instrument, som synes at have været en sav, mens spyd, pil og bue og knive (men ikke sværd) blev benyttet i krig.
- Tavler blev benyttede til at skrive på, og kobber, sølv og guld blev bearbejdet af metalarbejdere. Dolke og daggerter af metal med træhåndtag blev benyttet, og kobber blev hamret til plader, mens halsbånd eller kraver blev lavet af guld.
- Tid blev regnet i måne-måneder.

### Musik
Det er betydelig grundlag for, at sumererne elskede musik, som synes at have været en vigtig del af det religiøse og civile liv i Sumer. Musikinstrumentet lyre var benyttet, blandt andet er afdækket en kostbart dekoreret udgave af en lyre i form af en okse.

### Familieforhold
Inskriptioner, som beskriver reformerne under kong Urukagina af Lagasj (ca. 2.300 f.Kr.) fortæller, at han forbød den tidligere skik med polyandri, hvor en kvinde havde flere ægtemænd, og straf herfor i form af stening.

### Sprog og skrift
De vigtigste arkæologiske fund i Sumer er et stort antal tavler skrevet på sumerisk. Sumeriske præ-kileskrift tekster er fundet på lertavler fra omkring 3500 f.Kr.[kilde mangler]
Det sumeriske sprog opfattes som et isoleret sprog i sprogvidenskaben, fordi det ikke tilhører nogen kendt sprogfamilie. Akkadisk, som afløste sumerisk som dominerende sprog, tilhører den afro-asiatiske sprogruppe. Der har været mange mislykkede forsøg på at forbinde det sumeriske sprog med andre sproggrupper. Det er et agglutinerende sprog, der sammensættes morfemer ubøjet for at skabe ord.
Sumererne opfandt billede-hieroglyffer, som udviklede sig til kileskrift, og deres sprog konkurrerer med egyptisk om at være det ældste kendte skriftsprog. En meget stor mængde tekster på sumerisk har overlevet, langt hovedparten af disse på lertavler. De kendte sumeriske tekster indeholder personlige breve og forretningsbreve, kvitteringer, love, hymner og sange, magiske besværgelser samt videnskabelige tekster vedrørende matematik, astronomi og medicin. Inskriptioner på statuer og sten er også meget udbredte. Mange tekster har overlevet i flere udgaver, fordi de ofte blev afskrevet af skrivere under uddannelse. Sumerisk fortsatte med at være det religiøse og juridiske sprog i Mesopotamien længe efter, at semitisk-talende blev den herskende befolkningsgruppe.
At forstå sumeriske tekster er i dag vanskeligt selv for eksperter. Sværest er de tidlige tekster, som ofte ikke bruger sprogets fulde grammatiske struktur.

### Religion
Som alle andre byer i Lilleasien og middelhavsområdet var Sumer et polyteistisk samfund. Sumerernes liv blev brugt på at tilbede og tjene guderne i form af statuer. Der var ikke en organiseret gruppe guder; hver by havde sine egne skytsguder, templer og præster/konger. Sumererne var antagelig de første til at nedskrive deres tro, hvilket blev inspirationskilden til den Mesopotamiske mytologi.
Sumererne tilbad An som den væsentligste gud. An betyder på sumerisk ligeledes "himmel". Hans frænde, Ki, betyder "Jorden". Guderne var samlet kendt som Annuna. Ans nærmeste medguder var Enki fra Eridu i syd og Enlil fra Nippur i nordvest samt Inanna, der repræsenterede Venus og blev tilbedt i Uruk. Solguden Utu blev tilbedt i Sippar, mens måneguden Nanna blev tilbedt i Ur. Disse guddomme var formodentlig de oprindelige; der var hundredvis af mindre guddomme. De sumeriske guder (sumerisk dingir, plural dingir-dingir eller dingir-re-ne) havde tilknytning til forskellige byer, og deres religiøse betydning ændredes ofte med byernes politiske magt. Guderne sagdes at have skabt menneskene af ler, for at de skulle tjene dem. Borgerne i de enkelte byer skulle levere en vis mængde arbejde til templet i deres by. Templet anvendte denne arbejdskraft til at organisere de store arbejdskrævende projekter, der var nødvendige for at etablere og vedligeholde kunstvandingssystemerne. De tempelcentrerede landbrugssamfund havde en social stabilitet, der sikrede deres overlevelse i fire årtusinder.
Sumererne troede, at universet bestod af en flad skive dækket af en kuppel. Det sumeriske efterliv betød nedstigning til en dunkel underverden for at tilbringe evigheden som Gidim (spøgelse).
Ziggurater (sumeriske templer) bestod af en forhal om en central dam til renselse. Selve templet havde et skib med bænke langs begge sider. I den ene ende var et podie og et bord til dyre- og grønsagsofringer.

### Jagt og jordbrug
Omkring 5.000 f.Kr. havde sumererne udviklet de grundlæggende jordbrugsteknikker som omfattede storstilet kultivering af landområder, monokultur (samme avling år efter på samme jord frem for rotation), organiseret vanding, og brug af specialiseret arbejdskraft, særlig langs vandvejene og floderne, som i dag er kendt som Shatt al-Arab ved deltaet mod Den Persiske Bugt. Madoverskuddet fremmede en økonomi, hvor befolkningen kunne blive fastboende på et sted i stedet for at vandre efter avlingerne og græsningsområder. Det tillod også en langt større befolkningstæthed, som igen krævede en omfattende arbejdsstyrke og fordeling af arbejdet. Denne organisering førte til udviklingen af et skriftsystem en gang omkring 3.500 f.Kr.
Sumererne tilpasset sig en liv baseret på jordbrug. I den tidlige sumeriske periode (det vil sige Uruk), antyder primitive piktogrammer, at "fårene, gederne, okserne og antagelig æsler var blevet tæmmet, oksen blev benyttet som trækdyr, og uldklæder foruden tæpper blev lavet af uld eller hårene fra de to førstnævnte… Ved siden af huset var det en indhegnet have plantet med træer og andre planter; hvede og antagelig andre kornsorter blev sået på markerne, og shadoof var allerede benyttet [på brønde] for vandingen. Planter blev sået i skåle eller vaser.
Sumererne praktiserede de samme vandingsteknikker, som i oldtidens Egypten. Den amerikanske antropolog Robert McCormick Adams har sagt, at udviklingen af vanding hører sammen med urbanisering, og at omkring 90 % af befolkningen levede i byerne.
De plantet byg, kikærter, linser, hvede, dadler, madløg, hvidløg, salat, purløg og sennep. De forædlede også køer, får, geder, og grise. Okser var deres vigtigste trækdyr og æsler eller heste deres vigtigste transportmiddel på land. Sumererne fangede mange slags fisk og jagtede fugle og Gazeller.
Sumerisk jordbrug var meget afhængig af kunstvanding. Vandingen var fulgt af brug af shadufer, kanaler, vandløb, diger, dæmninger og kunstig søer. De hyppige og heftige oversvømmelser fra Tigris og i noget mindre omfang fra Eufrat betød, at kanaler ofte måtte udbedres og stadig fjernelse af silt og slam, og markører og grænsesten blev stadig udskiftet. Myndighederne krævede, at folk arbejdede på kanalerne som hoveri (pligtarbejde), mens rige kunne betale sig fra det.
Efter sæsonen med oversvømmelser og jævndøgn og vårfestivalen Akitu eller nytårsfestivalen kunne bønderne oversvømme deres marker fra kanalerne og derefter dræne dem. Så lod de okser trampe jorden og dræbe ukrudt. Så pløjede, harvede de og gik over markerne med spidshakker og behandlede jorden tre gange og stampede den med hakker og rodøkser, før markerne blev tilsået. Beklageligvis førte den høje fordampningsgrad til en gradvis stigning af saltindholdet i markerne. I Ur III-perioden måtte bønderne gå fra hvede til den mere salttolerante byg, som deres vigtigste afgrøde.
Sumererne høstede i løbet af foråret i grupper på tre med en mejer, en binder og en bundter. Bønderne kunne bruge tærskevogne for at skille kornaksene fra stråene og bruge tærskeslæder for at frigøre kornet. Derefter blev kastet (det vil sige luftrenset).

### Arkitektur
Sletten mellem Tigris-Eufrat manglede mineraler og træer. Sumariske bygninger blev opført af flade, soltørrede mursten, som hverken blev muret med mørtel eller cement. Bygninger af mursten forfaldt og blev skiftevis nedrevet, ombygget eller bygget på ny på det samme sted. Den konstante ombygning førte til, at byerne langsomt steg og blev hævet over omgivelserne. De byhøje kendt som tells er fundet over hele oldtidens Mellemøsten og i den frugtbare halvmåne.
I henhold til Archibald Sayce, britisk arkæolog og lingvist, antyder de primitive piktogrammer fra de tidlige sumerere (det vil sige fra Uruk-tiden) at «sten var i knaphed, men allerede kappet ???? ind i blokke og forseglinger. Mursten var det almindelige bygningsmateriale, og med det blev byer, fæstninger, templer og huse byggede. Byerne blev givet tårne og stod på en menneskelavet høj; husene lignede tårne. Det havde en dør som blev åbnet på hængsel, og som kunne blive låst med en form for nøgle. Gaderne i byerne var brede, og synes at have været dobbelte. Fundamentstenene, eller egentlig mursten, i et hus var indviet til bestemte objekter, som var lagt under dem.»
De mest imponerende og berømte af de sumeriske bygninger var deres pyramidelignende platformstruktur, zigguraterne, som virkede som templer. Mon disse strukturer var grundlaget for Babelstårnet i Bibelens Første Mosebog (kapitel 11). Zigguraternes design varierede fra enkle grundmure, som der var placeret et tempel på, til matematisk komplicerede konstruktioner i flere etager med terrasser, og som havde et tempel på toppen. Sumeriske cylindersegl har også afbildet huse bygget af halmstrå ikke ulig dem, som blev bygget af sumparabere i det sydlige Irak så sent som 400 e.Kr. Sumererne udviklede også hvælvinger, som gjorde det muligt for dem at udvikle en stærkere tagform: kupplen. De byggede dem ved at konstruere flere buer. Sumeriske templer og paladser gjorde brug af mere avancerede materialer og teknikker som afstivninger, indskæringer, halvsøjler og lernagler.

### Matematik
Sumererne udviklede et komplekst system af metrologi (læren om mål og vægt) ca. 4.000 f.Kr. Det førte igen til opdagelser af aritmetik, geometri, og algebra (regning med ubekendte). Fra 2.600 f.Kr. skrev sumererne multiplikationstabeller på lertavler og arbejdede med matematiske problemer som geometri og deling. De tidligste spor fra det babylonske talsystem dateres til denne periode. Perioden 2.700–2.300 f.Kr. så den første udformning af et regnebræt, og en tabel af successive kolonner som afgrænsede den successive orden af størrelser af deres talsystem baseret på 60. Sumererne var de første, som benyttede et talsystem med stedsværdi. Der er også anekdotisk bevis på, at sumererne kan have benyttet en form for skyde-tommestok (regnestav) til astronomiske udregninger. De var de første som fandt arealet i en trekant og rumfanget i en terning.

### Økonomi og handel
Et betalingssystem baseret på bygkorn opstod i Sumer omkring 3000 f.Kr. Måleenheden var normalt sila, tilsvarende omkring en liter. Standardiserede skåle til opmåling af én sila blev masseproduceret, så det var nemt at måle bygkorn op, når folk skulle købe eller sælge noget. Løn blev også fastsat og betalt i sila. Månedsløn for en mandlig arbejder var 60 sila; for en kvindelig arbejder det halve. En formand kunne tjene mellem 1.200 og 5.000 sila. Betaling i bygkorn er imidlertid ikke egnet for store transaktioner, som køb af en slave eller en ejendom. Omkring 2.500 f.Kr. gik man derfor over til sølvsekler. En sekel var ingen mønt, men 8,33 gram sølv. Da Josef blev solgt til ismaelitterne af sine brødre, var prisen 20 sølvsekler; men der var ikke tale om 20 mønter - som er en langt nyere opfindelse - men om 166 gram sølv. Det var i øvrigt den pris, Hammurabis lov satte for en slavinde – men så var Josef også kun en stor dreng. 
Opdagelsen af mineraler som obsidian fra det fjerne Anatolien, lasursten fra provinsen Badakhshan i det nordøstlige Afghanistan, perlehalsbånd fra Dilmun (senere Bahrain) og flere segl præget med Induskulturens skrift antyder et bemærkelsesværdig udstrakt netværk i oldtidshandelen, centreret omkring Den Persiske Bugt.
Gilgamesh-eposset omtaler handel med fjerntliggende lande med varer som tømmer, som var sjældent i Mesopotamien. Især ceder fra Libanon var højt værdsat. Fund af harpiks i dronning Pu-Abis grav i Ur, var indkøbt så langt borte fra som Mosambique, og gik gennem flere handelsled.
Sumererne holdt slaver, men de udgjorde ikke en væsentlig del af økonomien. Slavekvinder arbejdede som vævere, møllere og bærere.
Sumerisk keramik var dekoreret med cederoliemaling. Murerne, metalarbejderne og smykkekunstnere benyttede alabast (kalsit), elfenben, jern, guld, sølv, karneol og lapis lazuli i deres arbejder.

### Militær
Den næsten konstante krigstilstand mellem de sumeriske bystater i 2000 år bidrog til at udvikle militærteknologien og teknikkerne i Sumer til et højt niveau. De første krige, som er nedtegnede, var mellem Lagasj og Umma i ca. 2.525 f.Kr. , er på stelen "Gribbenes stele". Den viser kongen af Lagasj som leder en sumerisk hær hovedsagelig af infanteri. Soldaterne bærer spyd, har hjelme af kobber og bærer skjolde flettede med læder. Spydmændene er vist i noget, som minder om en falanksformation, hvilket kræver træning og disciplin. Det indikerer, at sumerernes hær kan have bestået af professionelle soldater.
Sumeriske soldater benyttede vogne trukket af æsler. Disse tidlige stridsvogne fungerede mindre effektivt i slag, og det er foreslået, at disse vogne først og fremmest blev benyttet til transport, skønt mandskabet er vist med stridsøkser og lanser. Sumeriske stridsvogne bestod af en vogn med to eller fire hjul med et mandskab på to og trukket af fire æsler. Stridsvognen bestod af en vævet kurv, og hjulene var massive og lavet af tre stykker træ.
Byerne i Sumer var omgivne af forsvarsmure. Sumererne var engagerede i belejringskrig mellem byerne, men murene af mursten var i stand til at modstå en del fjender.

### Teknologi
Eksempler på teknologi udviklet eller benyttet i Sumer var hjulet, kileskrift, aritmetik og geometri, kunstvandingssystemer, sumeriske både, lunisolarkalender, bronze, læder, sav, mejsel, hammer, drejebor, hestebid, søm, knappenåle, fingerringe, hakker, økser, knive, lanser, pilespidser, sværd, lim, dolk og daggerter, vandbeholdere, seletøj for heste, rustning, pilekogger, hestestridsvogne, skede (hylster), støvler, sandaler, harpuner, og øl.
De havde tre hovedtyper af fartøjer:
- klinkbyggede sejlbåde, som var smurt med asfalt for at blive vandtætte.
- Skindbåde sat sammen fra dyreskind og rørstænger.
- Skibe drevet af årer af træ, tidvis trukket opover mod strømmen af mennesker og dyr, som gik langs bredderne af floden.